# 圣帕夫洛德洛斯蒙特斯
圣帕夫洛德洛斯蒙特斯，是西班牙卡斯蒂利亚-拉曼恰托莱多省的一个市镇。总面积100平方公里，总人口2190人（2001年），人口密度22人/平方公里。